# Phyllonorycter alni
Phyllonorycter alni är en fjärilsart som först beskrevs av Walsingham 1891.  Phyllonorycter alni ingår i släktet guldmalar, och familjen styltmalar. Inga underarter finns listade i Catalogue of Life.